# Phil Carmen
Phil Carmen (eigentlich Herbert Hofmann; * 14. Februar 1953 in Luzern, Schweiz) ist ein Schweizer Musiker und Produzent. Bekannt wurde er 1985 durch den jazzigen Popsong On My Way in L. A.

## Leben
Herbert Hofmann wuchs in Frankfurt am Main und in Luzern (Schweiz) auf. In Luzern ging er aufs Konservatorium und absolvierte eine Buchhalter-Lehre.
1967 war Hofmann Bandleader der Schülerband The High Lifes in Stans. 1972 gründete er nach dem Vorbild von Pepe Lienhard das Herbie Hofmann Sextett. Die Band erreichte ein grosses Ziel, indem sie am damals sehr beliebten TCS-Ball im Kultur- und Kongresszentrum Luzern spielen konnten. In dieser Formation entstanden 1973 die ersten professionellen Aufnahmen für eine Single in einem Studio in Wettingen. 1970 war Hoffmann Bandleader der Band The Green Fog, die in Oberdorf probte. Die Band trat in Obwalden und Nidwalden auf.
Anfang der 1970er-Jahre übernahm Herbert Hofmann den Laden «Amberg» in Stans, in dem er LPs und Singles sowie Gitarren verkaufte. Im unteren Stockwerk erteilte er Gitarrenunterricht. In dieser Zeit war Hofmann auch Mitglied der Band Apaches von Angy Burri. In den Siebziger Jahren nahm Hofmann den Künstlernamen Phil Carmen an und schlug ab 1975 eine Musikerlaufbahn ein. Mit dem Bassisten Mike Thompson (eigentlich: Marcel Galuzzi) gründete er das Duo Carmen & Thompson, das vor allem Countrymusik spielte. Die Single Time Moves On schaffte 1980 Platz 31 der italienischen Hitparade, und mit dem Lied Follow Me nahmen sie 1981 beim Sanremo-Festival teil.
Nach siebenjähriger Bühnenerfahrung gründete Phil Carmen 1982 die Picar Studios in Stein am Rhein (Schweiz). Hier entstanden zwei Soloalben, die aber keine Beachtung fanden. Erst 1985 schaffte er mit der LP Walkin' the Dog den Durchbruch. Die ausgekoppelte Single On My Way in L.A. wurde sein größter Erfolg und kletterte im Sommer 1985 bis auf Platz 18 in Deutschland und Platz 9 in der Schweiz. Darüber hinaus fand die Nummer 1988 in der Fernsehserie Wilder Westen inclusive Verwendung. Das Album erreichte Platz 3 in der Schweiz.
1986 erschien sein Album Wise Monkeys. Während die LP Platz 1 der Schweizer Charts belegte, konnte die ausgekoppelte Single Moonshine Still bis auf Platz 10 der Hitparade vorrücken. In Deutschland war dieses Album ein Flop. Sein letztes erfolgreiches Album als Solokünstler war City Walls aus dem Jahre 1987. Hiermit erreichte er Platz 10 der Schweizer Hitparade.
1986 gründete er die Country-Band Clover Leaf. 1989 produzierte er das Nena-Album Wunder gescheh'n. In der Folgezeit kamen entweder Alben von Clover Leaf oder Kompilationen auf den Markt. Erst 1993 erschien ein neues Studioalbum mit dem Titel Skyline. Heute engagiert er sich verstärkt für den Tierschutz und widmete dieser Arbeit auch ein Lied mit dem Titel God's Creation. 1996 erschien ein Album mit Coverversionen seines Lieblingsmusikers Bob Dylan.

## Diskografie (Auswahl)

### Carmen & Thompson
- 1979 Time Moves On
- 1980 Time Moves On (Single)
- 1980 No Chance Romance
- 1981 Follow Me (Single)
- 19?? Indian Queens (Single)
- 19?? The Sun Goes Down (Single)
- 1994 Greatest Hits

### Phil Carmen (solo)

#### Alben
- 1982 Phrases,Patterns an’ Shades
- 1982 Backfire
- 1985 Walkin' the Dog
- 1986 Wise Monkeys
- 1987 City Walls
- 1987 Live in Montreux
- 1987 Greatest Hits (Phil Carmen, Mike Thompson)
- 1988 Changes
- 1991 Drive
- 1993 No Strings Attached
- 1993 Skyline
- 1993 Great Hits (Live)
- 1993 On My Way to L. A. (Compilation)
- 1994 Back From L. A. Live
- 1995 No sweat
- 1996 Bob Dylan’s Dream
- 1999 On My Way in L. A. – Millennium Collection (2 CDs)
- 2007 Hits and Rarities
- 2014 Gold in my Hand[9]

#### Singles
- 1982 Sin-City / Lovin' you
- 1983 Lovin You / Sometime
- 1985 On My Way in L.A.
- 1986 Moonshine Still
- 1986 Rain
- 1986 Cool Girl / Lindas Cafe (Promo)
- 1987 Workaholic Slave (Maxi-Single)
- 1987 City Walls
- 1991 Borderline Down
- 1992 On My Way in L.A. (Remix 1992)
- 1993 One Foot in Heaven
- 1993 Feelin' Alright
- 1993 Hey, Please Don't Go
- 1995 No Sweat
- ???? God's Creation

### Clover Leaf
- 1985 Clover Elixier (Album)
- 1993 Born a Rider (Album)